# Microturbulência
Microturbulência é uma forma de turbulência que varia em pequenas escalas de distância. (A turbulência em larga escala é denominada macroturbulência.)

## Estelar
A microturbulência é um dos vários mecanismos que podem causar o alargamento das linhas de absorção no espectro estelar.
 A microturbulência estelar varia de acordo com a temperatura efetiva e a gravidade superficial.
A velocidade microturbulenta é definida como o componente não-térmico em microescala da velocidade do gás na região da formação da linha espectral.

Acredita-se que a convecção seja o mecanismo responsável pelo campo da velocidade turbulenta observado, tanto nas estrelas de pouca massa, quanto nas estrelas mais massivas.
Quando examinadas por um espectroscópio, a velocidade do gás ao longo da linha visível produz um desvio de Doppler nas linhas de absorção. É a distribuição dessas velocidades ao longo da linha visível que produz o alargamento da microturbulência das linhas de absorção em estrelas de pouca massa que possuem envelopes convectivos. Em estrelas massivas a convecção pode estar presente apenas em pequenas regiões abaixo da superfície; essas zonas de convecção abaixo da superfície podem excitar a turbulência  na superfície estelar através da emissão de ondas acústicas e de gravidade.
A força da microturbulência (simbolizada por ξ, em unidades por km s-1) pode ser determinada pela comparação do alargamento das linhas fortes versus o alargamento das linhas fracas.

## Fusão nuclear magnética
A microturbulência é crucial no transporte de energia durante os experimentos de fusão nuclear magnética, como o Tokamak  e o Stellarator.